# Церква Сан-П'єтро-ді-Кастелло

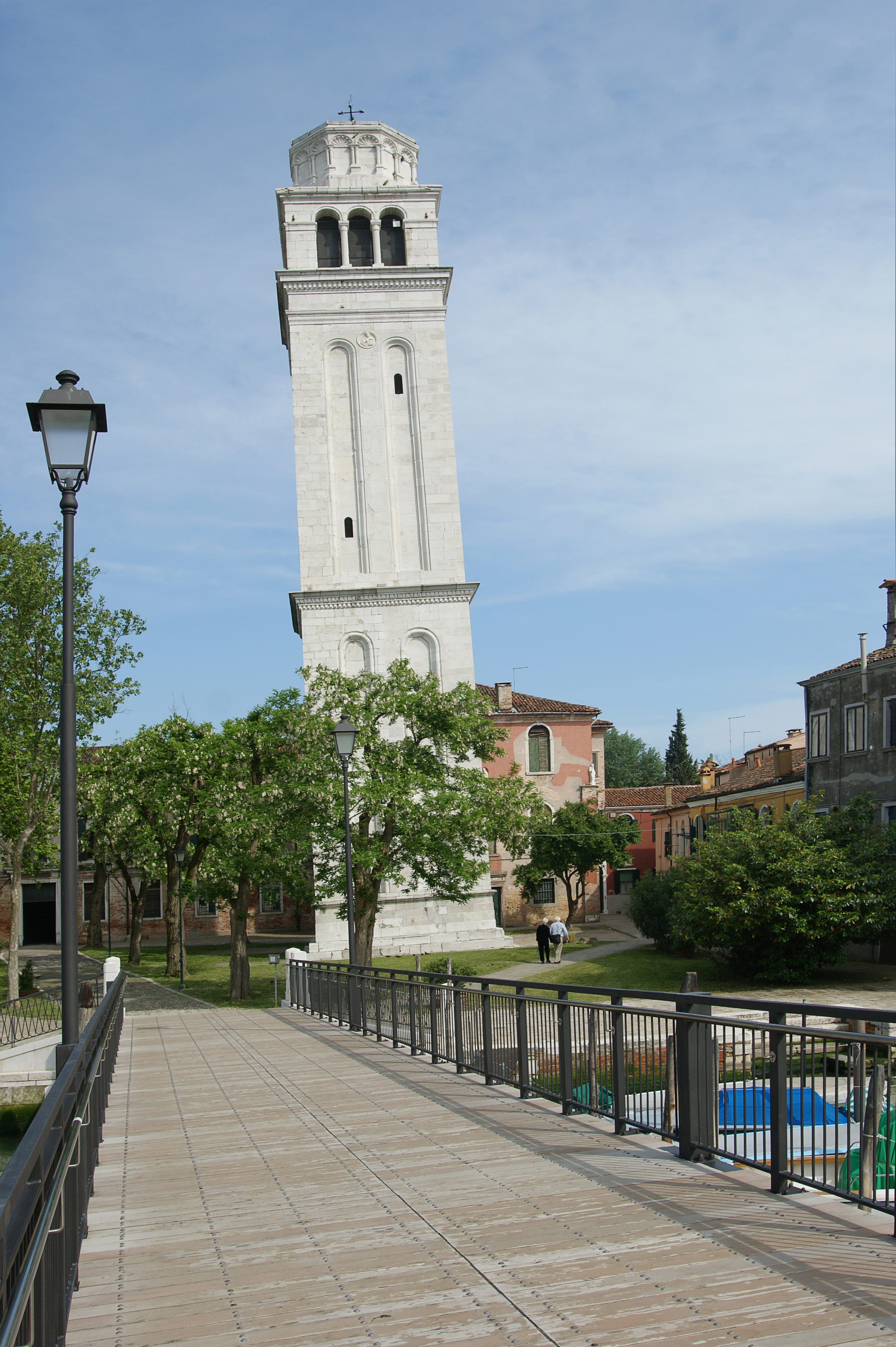
Кампаніла (дзвіниця) «під градусом» на о.Сан-П'єтро ді Кастелло.

Церква Сан-П'єтро-ді-Кастелло (італ. San Pietro di Castello) — церква на о.Сан-П'єтро ді Кастелло (Венеції, сест'єре Кастелло).
Була закладена в 775 році на місці старого римського замку, за що і отримала свою назву.
У сучасному вигляді, церква була побудована в кінці XVI століття. У 1588 році Андреа Палладіо починає реконструювати церкву.
До 1807 року церква була кафедральним собором. Цей статус вона втратила після того, як престол єпископа був перенесений в базиліку Сан-Марко.
Поряд з церквою знаходиться кампаніла (дзвіниця) роботи Мауро Кодуччі. Вона нахилена аналогічно Пізанській башті.